# Daegok (métro de Séoul)
Daegok (hangeul : 대곡 ; hanja : 大谷) est une station de correspondance entre la ligne 3, la ligne Gyeongui-Jungang et la ligne Seohae du métro de Séoul. Elle est située à Goyang (au nord-ouest de Séoul) dans la province Gyeonggi en Corée du Sud.
Ouverte en 1996, pour la ligne 3, elle devient une station de correspondance en 2009, cette situation étant renforcée en 2023. Elle est desservie : par les rames omnibus de la ligne 3, les rames omnibus et express de la ligne Gyeongui-Jungang et les rames omnibus de ligne Seohae.

## Situation sur le réseau

Plan du réseau (2023).

Établie en aérien, la station Daegokk est une station de correspondance entre la ligne 3, la ligne Gyeongui-Jungang et la ligne Seohae :
- sur la ligne 3 du métro de Séoul, elle est située entre la station Baekseok, en direction de Daehwa le terminus nord-ouest, et la station Hwajeong en direction de Ogeum le terminus sud-est[1] ;
- sur la ligne Gyeongui-Jungang, elle est située entre la station Goksan, en direction deMunsan, le terminus nord-ouest, et la station Neunggok, en direction du terminus est Jipyeong[1] ;
- sur la ligne Seohae, elle est située sur la section commune avec la ligne Gyeongui-Jungang, entre la station Goksan, en direction deIlsan, le terminus nord, et la station Neunggok, en direction du terminus sud Wonsi[1].

## Histoire
La station Daegok, qui était alors nommée Botong, est mise en service le 30 janvier 1996, lors de la mise en exploitation de la ligne Ilsan (en). Exploitée par Korail, elle est devenue le prolongement nord de la ligne 3 du métro de Séoul.
Le 1er juillet 2009 elle devient une station de correspondance avec sa desserte par la ligne Gyeongui, du métro de Séoul, avant qu'elle ne soit fusionnée avec la Jungang et des petites lignes pour former la ligne Gyeongui-Jungang le 27 décembre 2014. Le 1er juillet 2023, une troisième ligne renforce la correspondance lors de l'ouverture à l'exploitation de l'extension de la Ligne Seohae de Sosa à Daegok. En août de cette même année, la ligne est prolongée de Daegok à Lisan.

## Services aux voyageurs

### Accès et accueil
Totalement en aérien, l station est située à Daejang-dong, Deokyang-gu, Goyang-si, Gyeonggi-do. Elle est surtout une correspondance de ligne à ligne,. 

### Desserte

#### Station ligne 3
Daegok est desservie par les rames omnibus, qui circulent sur la ligne 3. 

Installations
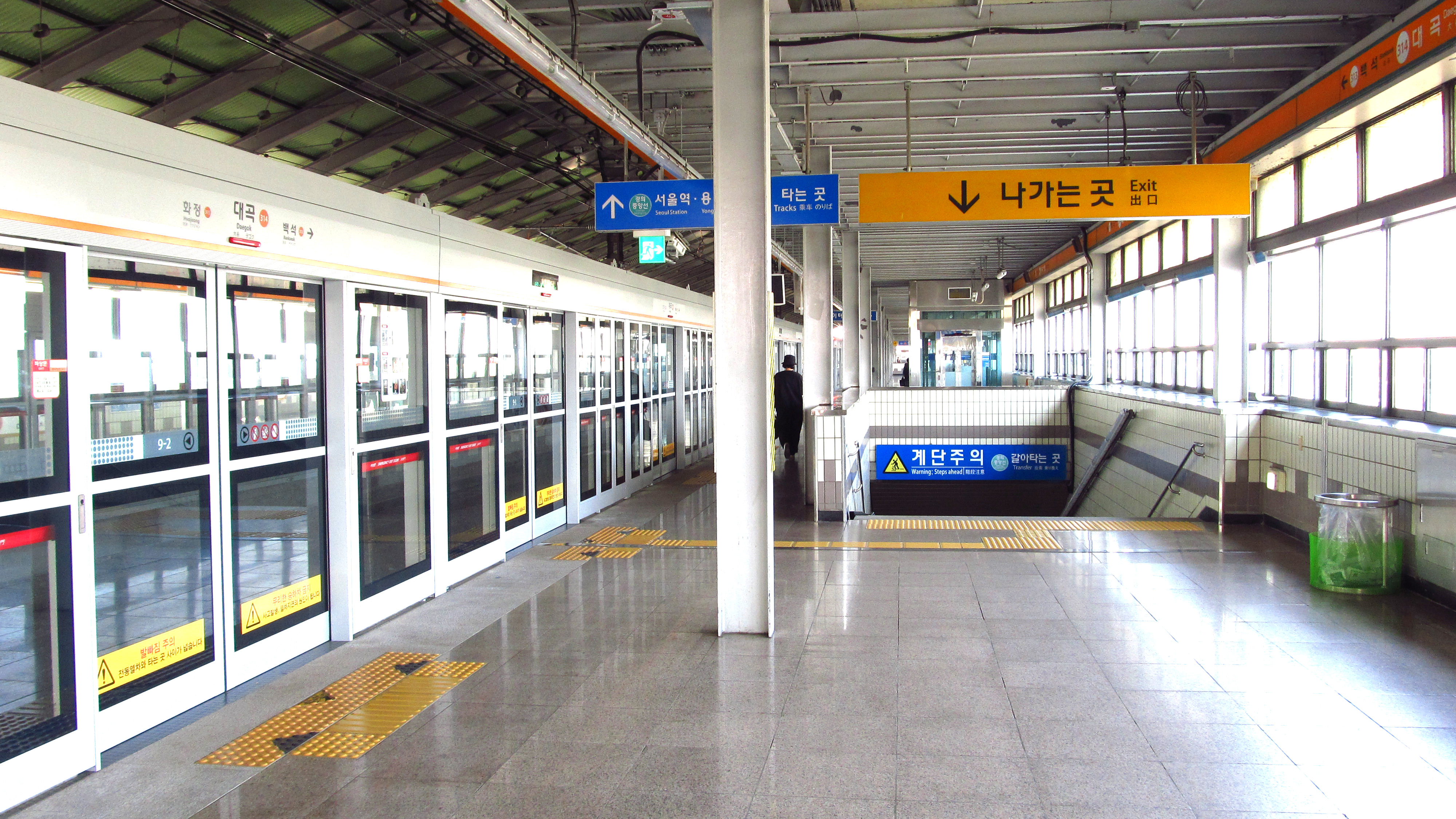
En 2019.
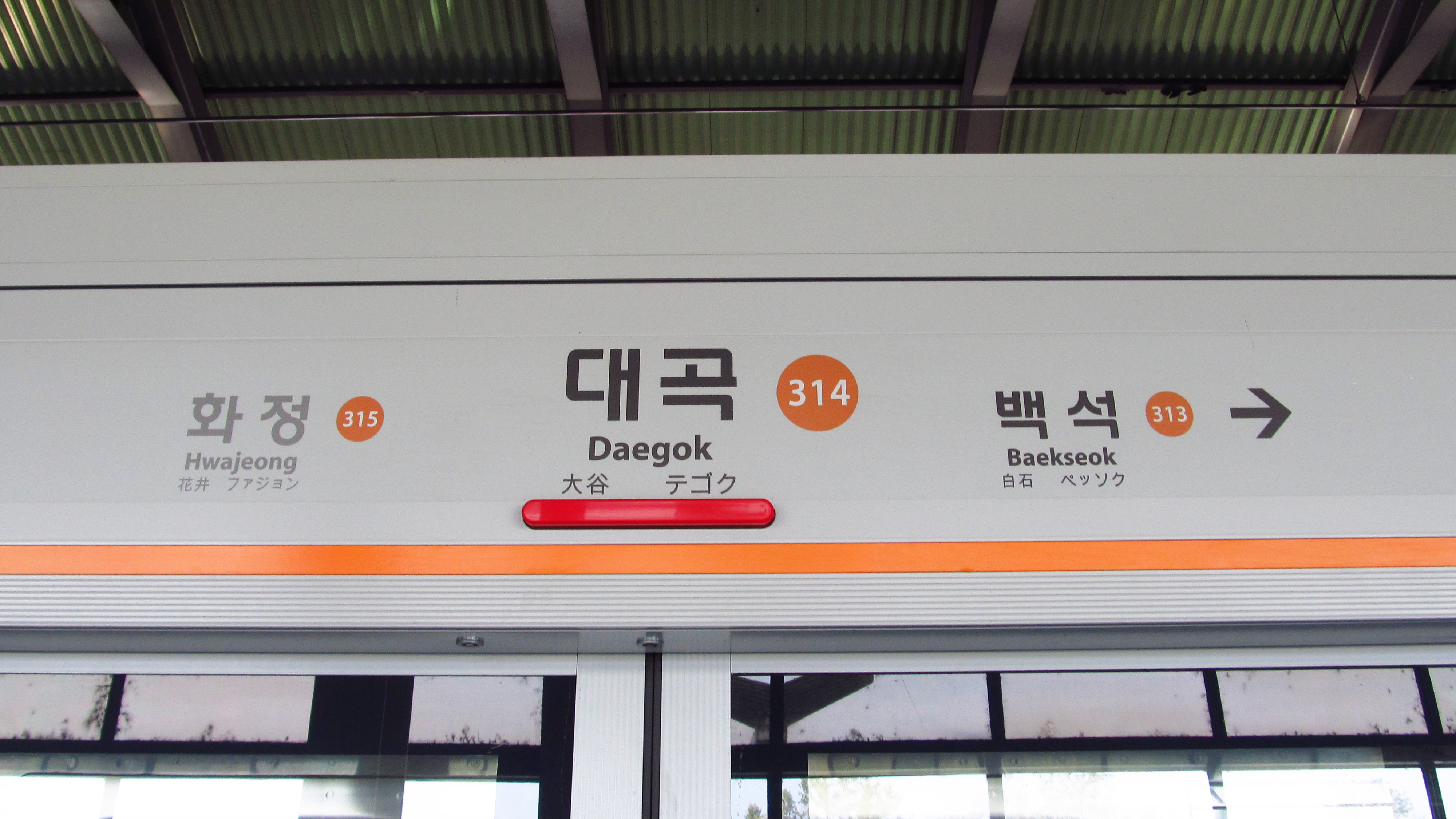
En 2019.
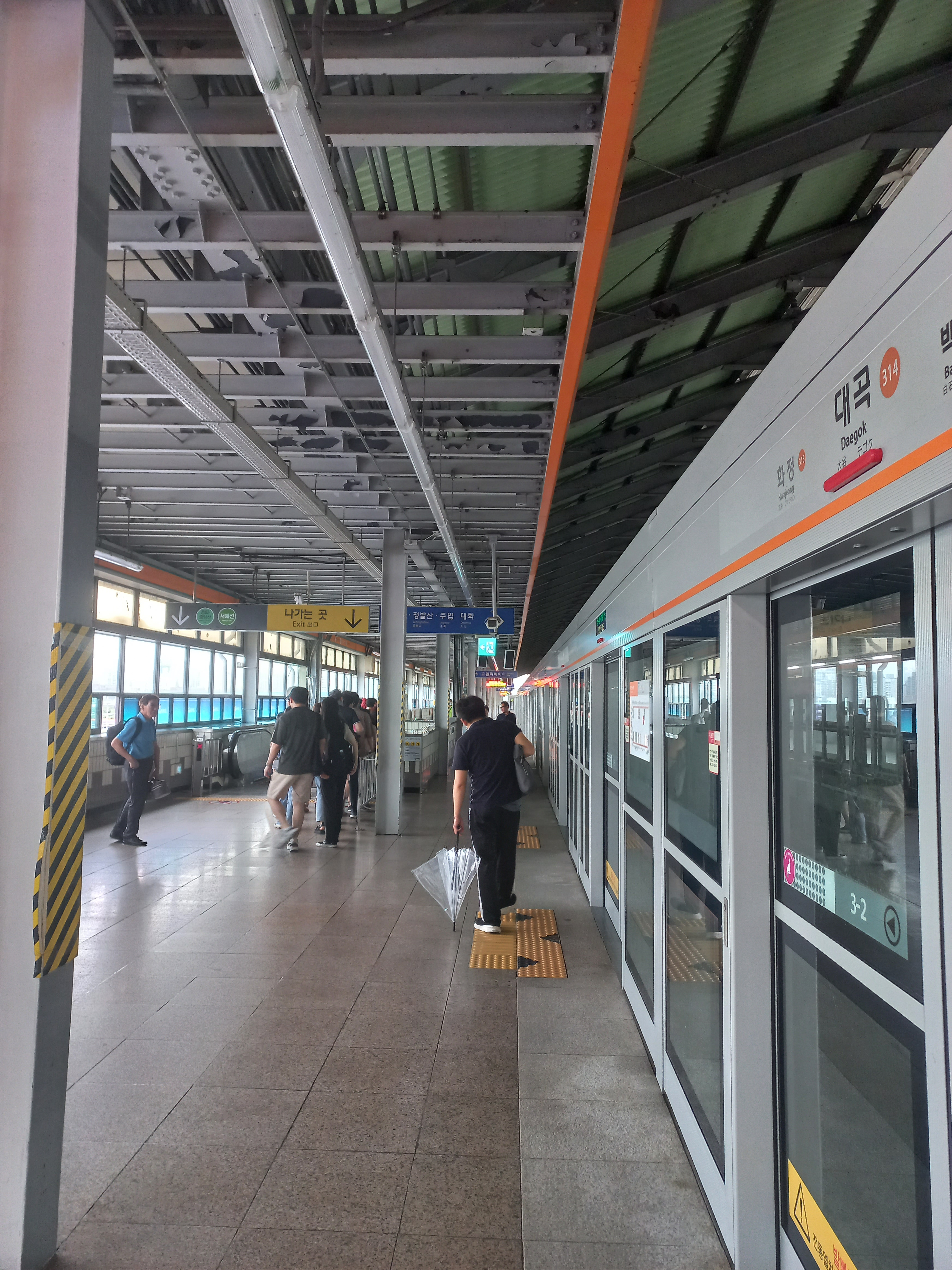
En 2023.

#### Station ligne Gyeongui-Jungang
Daegok est desservie par les rames omnibus et express, qui circulent sur la ligne Gyeongui-Jungang. 

Installations
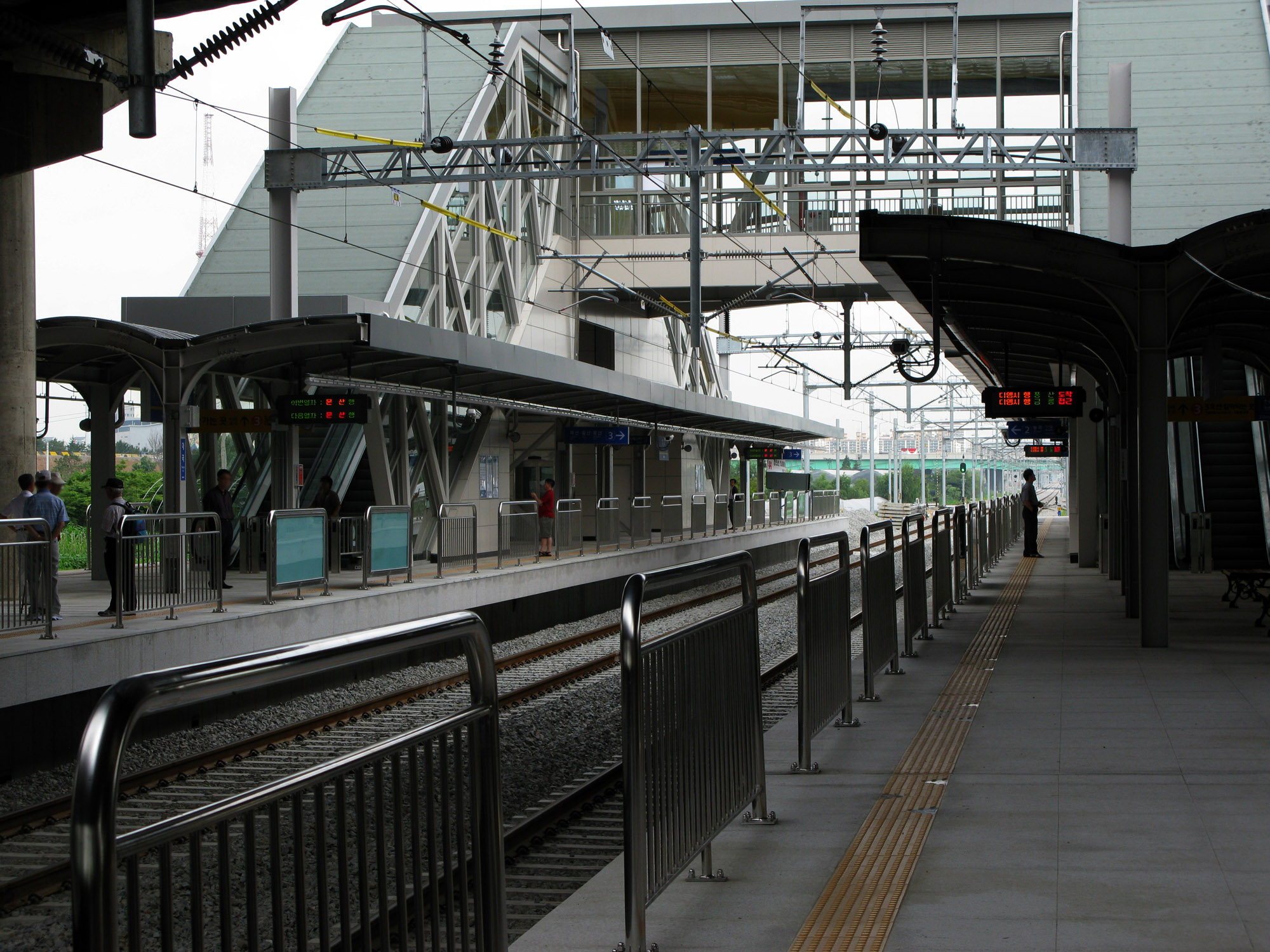
En 2009.
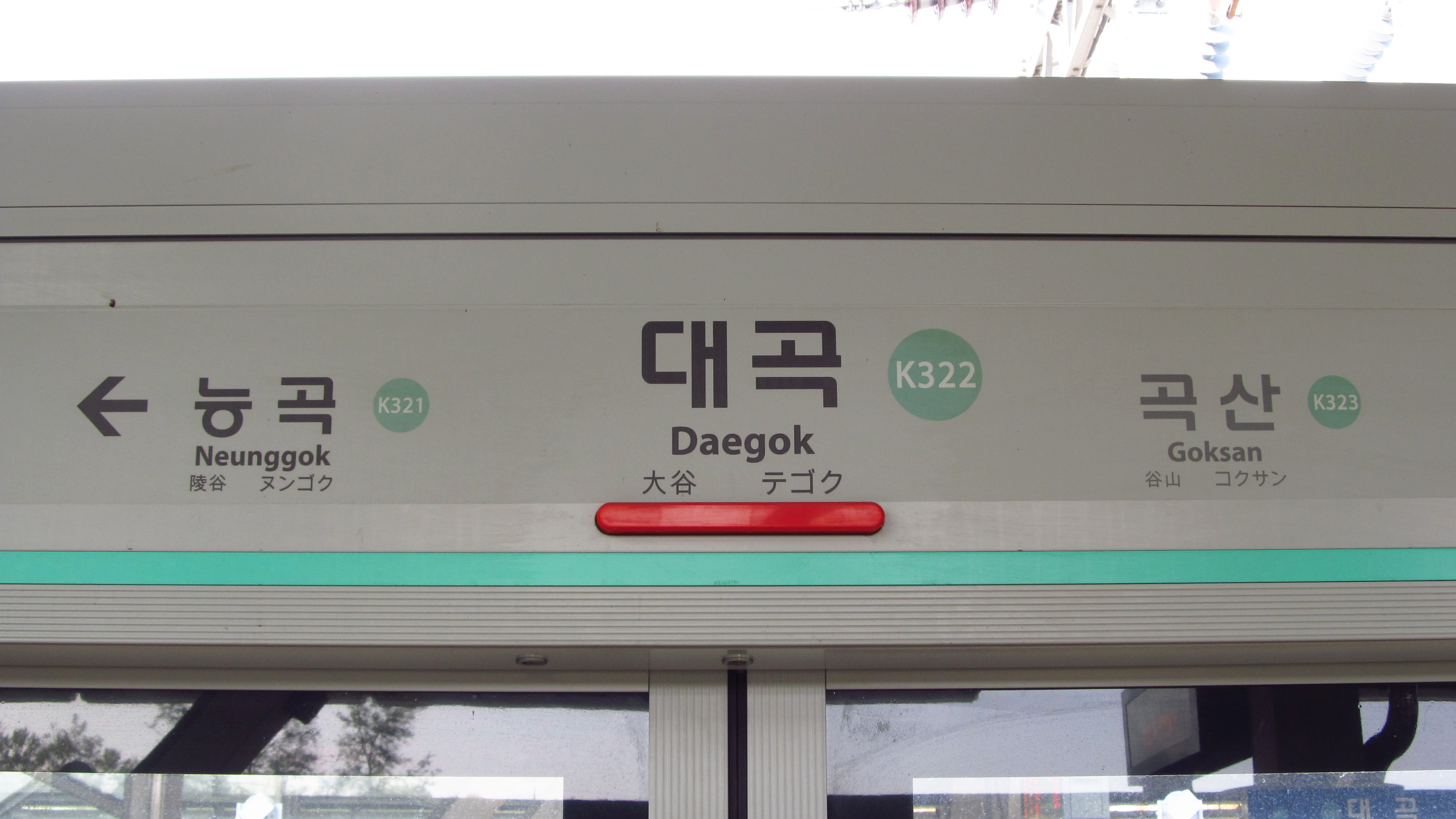
En 2019.
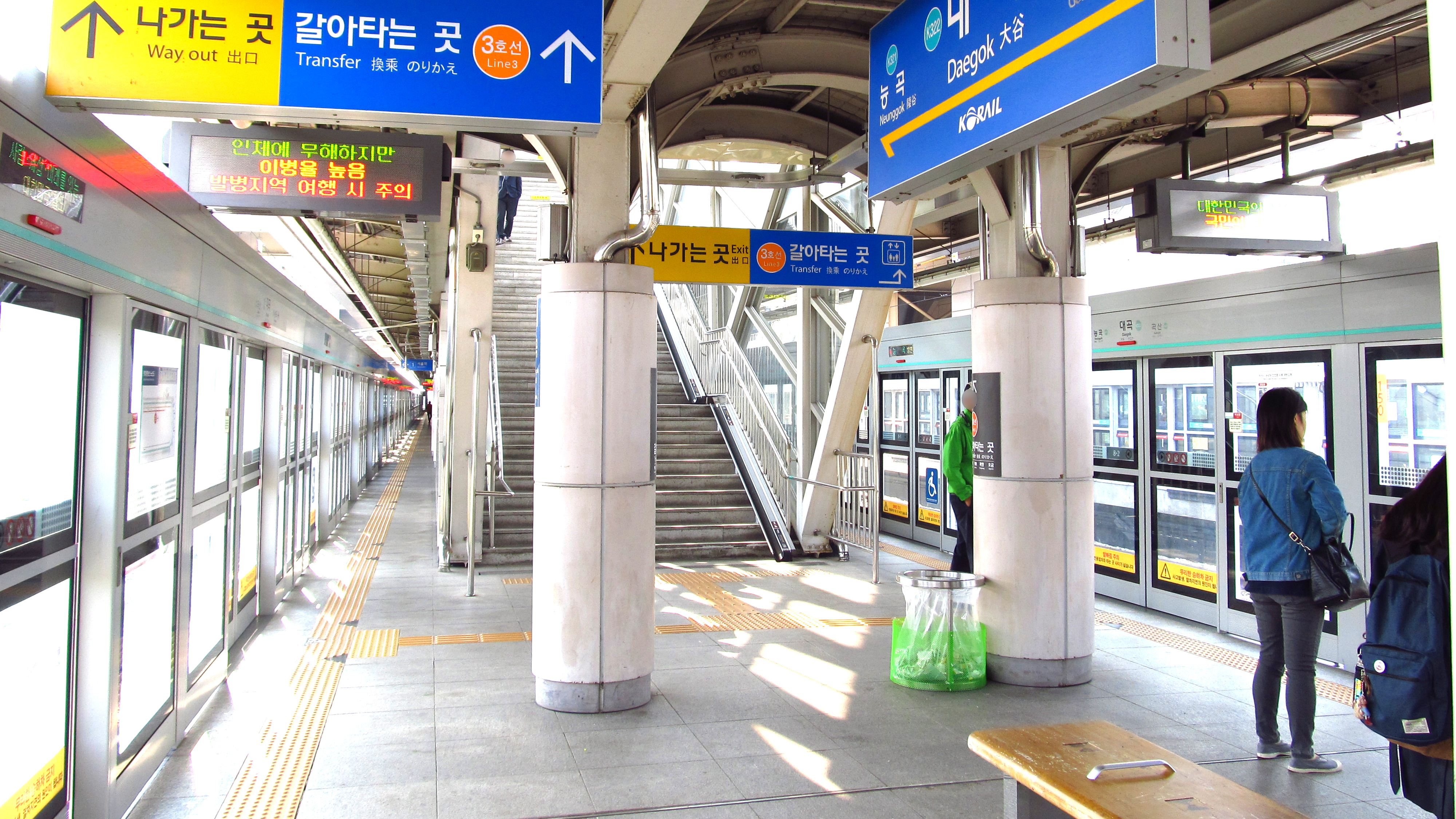
En 2019.

#### Station ligne Seohae
Daegok est desservie par les rames omnibus qui circulent sur la ligne Seohae.  

Installations
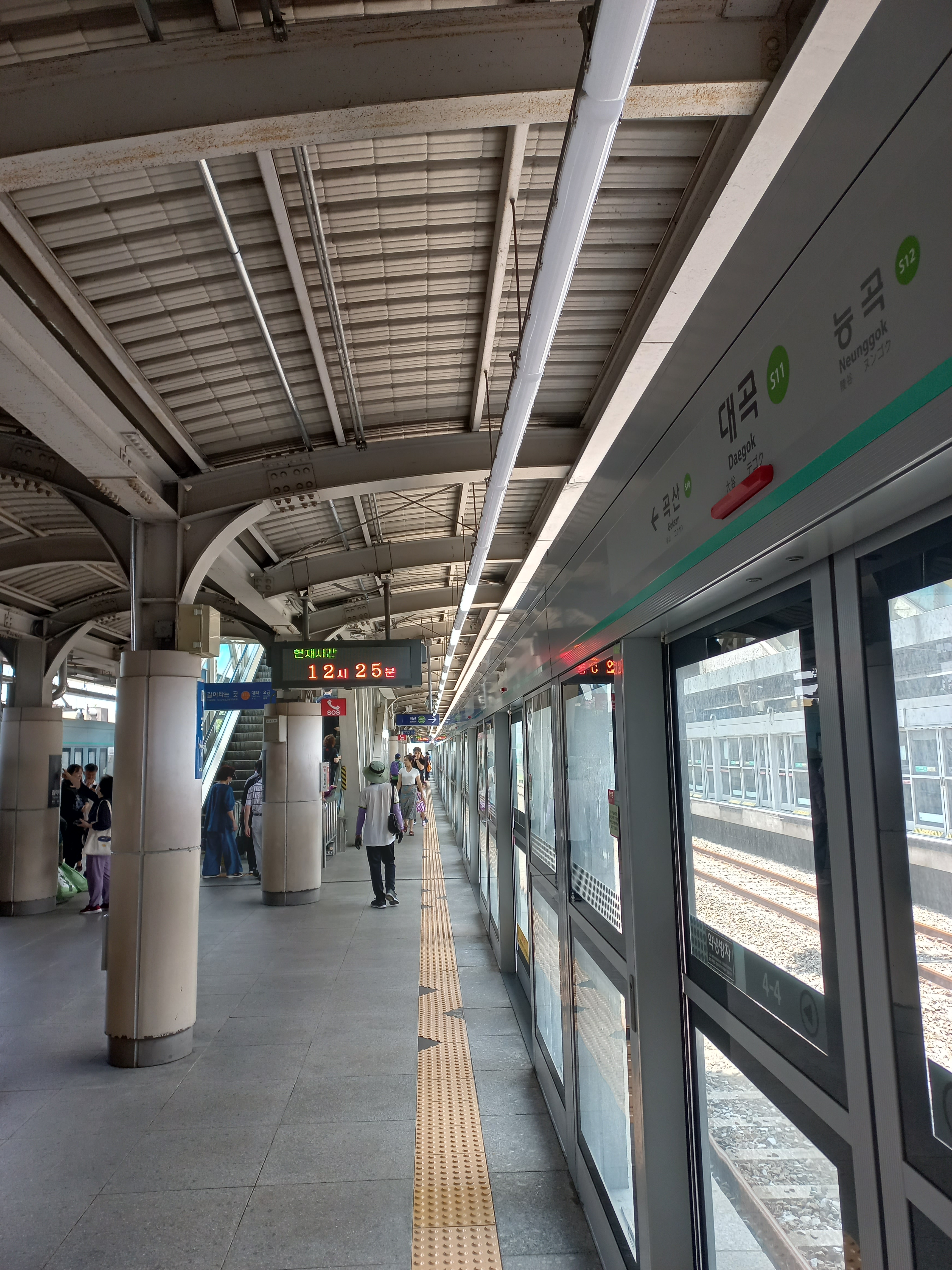
En 2023.
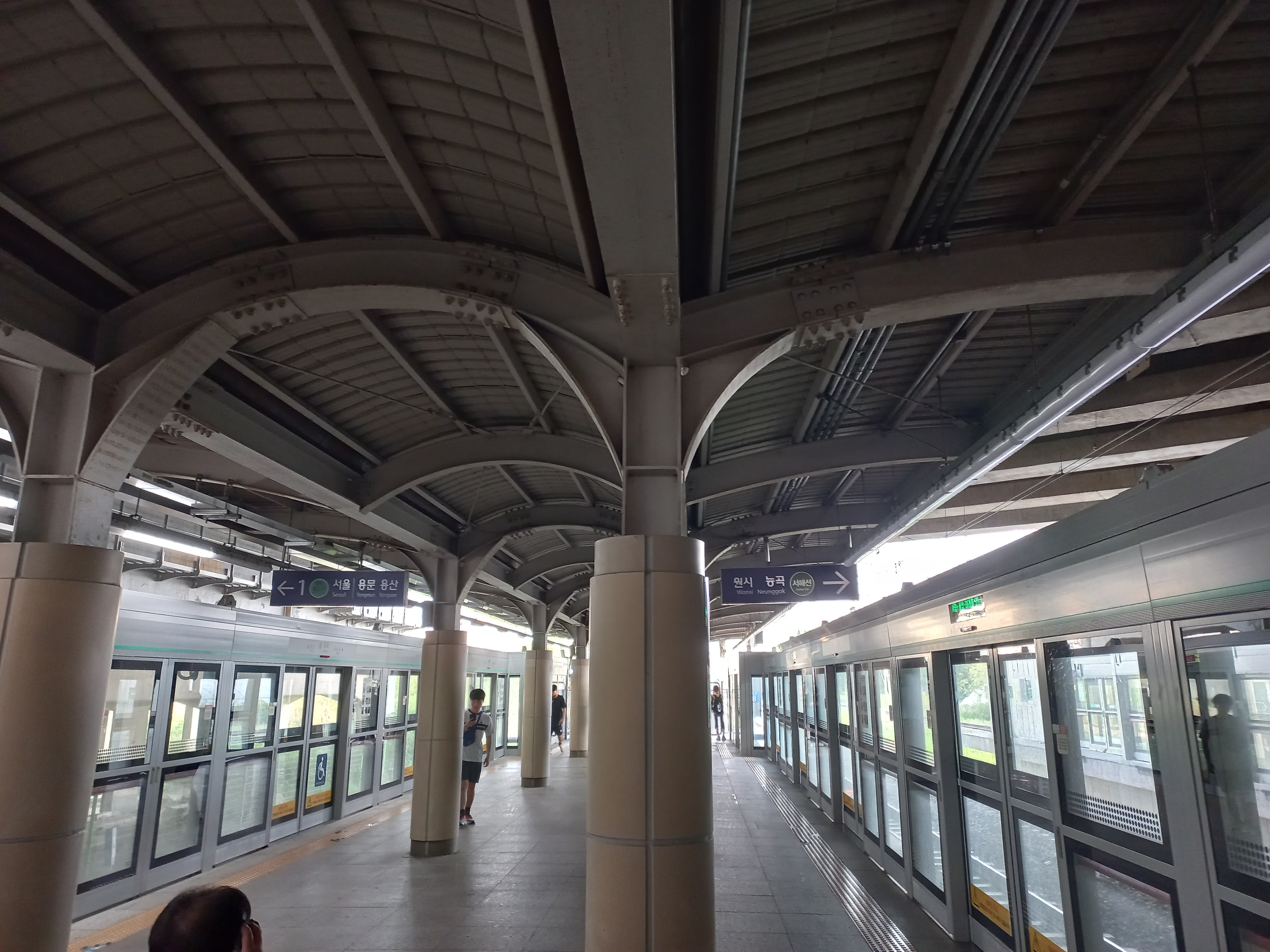
En 2023.

### Intermodalité
Des arrêts de bus sont situés à proximité des accès, notamment sur la Jungang-ro. 